# Prunus linearipetalus
Prunus linearipetalus är en rosväxtart som beskrevs av Yong No Lee. Prunus linearipetalus ingår i släktet prunusar, och familjen rosväxter. Inga underarter finns listade i Catalogue of Life.